# Espen Sandberg
Pour les articles homonymes, voir Sandberg.
Espen Sandberg est un réalisateur norvégien né le 17 juin 1971 à Sandefjord en Norvège. Il forme un duo avec Joachim Rønning appelé les « Roenberg ».

## Biographie
Il rencontre Joachim Rønning durant son enfance à Sandefjord en Norvège. Ensemble ils étudient le cinéma à la Stockholm Film School et en sortent diplômés en 1994.
Ils réalisent ensemble quelques films pour promouvoir l'Armée norvégienne. En 1995, ils créent leur société de production audiovisuelle Roenberg, association de leurs noms de famille et qui deviendra leur surnom. Ils réaliseront ainsi plusieurs spots publicitaires (Airbus, Nintendo, Coca-Cola, Nokia, ...) et clips musicaux. En 2001, ils réalisent le spot Rex pour Budweiser, diffusé durant le Super Bowl XXXV. En 2008, Espen et Joachim réalisent la publicité Train Loop pour Norsk Hydro, qui obtient notamment un prix au Festival international de la publicité de Cannes,.
En 1997, il réalise, toujours avec Joachim Rønning, le court métrage Dag 1. Ils passent au long métrage en 2006 avec le western Bandidas, coécrit et produit par Luc Besson. En 2008, ils réalisent pour Max Manus, opération sabotage, un film de guerre biographique sur Max Manus, un résistant norvégien durant la Seconde Guerre mondiale. Le film sortira directement en vidéo en France.
En 2012, il reste dans le film historique avec Kon-Tiki, qui retrace la traversée de Thor Heyerdahl à bord du Kon-Tiki. Le film est notamment nommé aux Oscars 2013 et Golden Globes 2013 dans la catégorie du meilleur film étranger.
En mai 2013, il est révélé qu'il mettra en scène, avec Joachim Rønning, le 5e volet de la saga Pirates des Caraïbes, Pirates des Caraïbes : La Vengeance de Salazar.

## Filmographie

### Cinéma
- 1997 : Dag 1 (court-métrage) (coréalisé avec Joachim Rønning)
- 2006 : Bandidas (coréalisé avec Joachim Rønning)
- 2008 : Max Manus, opération sabotage (Max Manus) (coréalisé avec Joachim Rønning)
- 2012 : Kon-Tiki (coréalisé avec Joachim Rønning)
- 2017 : Pirates des Caraïbes : La Vengeance de Salazar (coréalisé avec Joachim Rønning)
- 2019 : Voyage au bout de la Terre (Amundsen)